# Cleitamia roederi
Cleitamia roederi är en tvåvingeart som beskrevs av Kertesz 1899. Cleitamia roederi ingår i släktet Cleitamia och familjen bredmunsflugor. Inga underarter finns listade i Catalogue of Life.